# 사카우메구미
사카우메구미(일본어: 酒梅組, さかうめぐみ는 일본 오사카의 야쿠자 조직이다. 조직원은 110명이다.

## 역사
오사카는 재일교포가 가장 많은 도시이다. 오사카에는 2개의 야쿠자 조직이 있다. 사카우메구미와 아주마구미이다.
사카우메구미는 도박만을 주업종으로 하고, 마약은 취급하지 않아, 지역 경찰과 좋은 관계에 있다. 한국은 도박죄를 처벌하지만, 일본은 파친코가 허용된다.

## 두목
- 제1대: Umekichi Tobi
- 제2대: Yukichi Tanaka
- 제3대: Shojiro Matsuyama
- 제4대: Yukio Nakano
- 제5대 (1979–1995): Masao Taniguchi
- 제6대 (1996–1999): Koji Oyama
- 제7대 (1999-현재): 가네야마 고사부로
- 제8대 (2015-현재): Yoshimasa Minami
- 제9대: Mitsuo Yoshimura

## 칠성파
1988년 11월 14일, 한국 조폭 칠성파 두목 이강환이 오사카 일식집에서 가네야마 고사부로 회장과 의형제 결연식을 맺었다. 가네야마 고사부로 회장은 재일교포로 한국명 김재학이고, 당시 사카우메구미 산하의 구마무라구미 산하 가네야마구미 두목이었다. 행사에 고교 씨름선수 강호동이 칠성파 일원으로 참석해 2011년 언론에 크게 보도되기도 했다. 당시 이강환은 대한씨름협회 부회장이었다. 결연식에는 이강환 외에 국제PJ파 여운환, 수원파 최창식, 번개파 박종석 등 국내 보스급 조폭 20여명도 함께 참석했다.